# میونگجونگ، پادشاه گوریو
پادشاه میونگجونگ (به کره‌ای: 명종왕)، (۸ نوامبر ۱۱۳۱ – ۳ دسامبر ۱۲۰۲)؛  پادشاه گوریو در کره بود.